# Ada Eide
Ada Eide, född 1996, är en norsk skådespelare.
Ada Eide har bland annat medverkat i filmen Utøya 22 juli där hon spelade Caroline. I TV-serien Blank spelade hon karaktären Guro. I den norska netflixfilmen På fel spår spelar hon huvudkaraktären Emilie.

## Filmografi (i urval)
- 2018 – Blank (TV-serie)
- 2018 – Utøya 22 juli
- 2020–2023 – Basic Bitch (TV-serie)
- 2021–2022 – Kära landsmän (TV-serie)
- 2025 – På fel spår